# Вилингтон (Јужна Каролина)
Вилингтон (енгл. Willington) насељено је место без административног статуса у америчкој савезној држави Јужна Каролина.

## Демографија
По попису из 2010. године број становника је 142, што је 35 (-19,8%) становника мање него 2000. године.
| Група             | 2000.       | 2010.       |
| Белци             | 27 (15,3%)  | 20 (14,1%)  |
| Афроамериканци    | 146 (82,5%) | 122 (85,9%) |
| Азијати           | 4 (2,3%)    | 0 (0,0%)    |
| Хиспаноамериканци | 0 (0,0%)    | 0 (0,0%)    |
| Укупно            | 177         | 142         |